# Coto de Caza
Coto de Caza – jednostka osadnicza w Stanach Zjednoczonych, w stanie Kalifornia, w hrabstwie Orange.